# Villamayor (Salamanca)
Villamayor ist eine zentralspanische Gemeinde (municipio) in der Provinz Salamanca in der Autonomen Gemeinschaft Kastilien-León mit 7.669 Einwohnern (Stand: 2024).

## Gemeinde und Lage
Die Gemeinde besteht aus den Ortschaften Anantapur, El Pajarón, Las Acacias, Las Canteras, Los Álamos, Los Almendros, Los Páramos, Los Rosales, Mozodiel de Sanchiñigo, Vega de Salamanca und Villamayor und liegt mit ihrem Hauptort etwa vier Kilometer in nordnordwestlicher Richtung vom Stadtzentrum Salamancas.  Am südlichen Rand der Gemeinde führt die Autovía A-62 entlang.

## Bevölkerungsentwicklung
| Jahr      | 1900 | 1930 | 1950 | 1960 | 1970 | 1981 | 1991 | 2000 | 2011 | 2020 |
| Einwohner | 497  | 645  | 673  | 841  | 1019 | 932  | 1175 | 2901 | 6678 | 7212 |

Villamayor hat sich mit dem Erblühen von Salamanca ab den 2000er Jahren zur Schlafstadt entwickelt.

## Sehenswürdigkeiten
- Michaeliskirche (Iglesia San Miguel Arcángel)

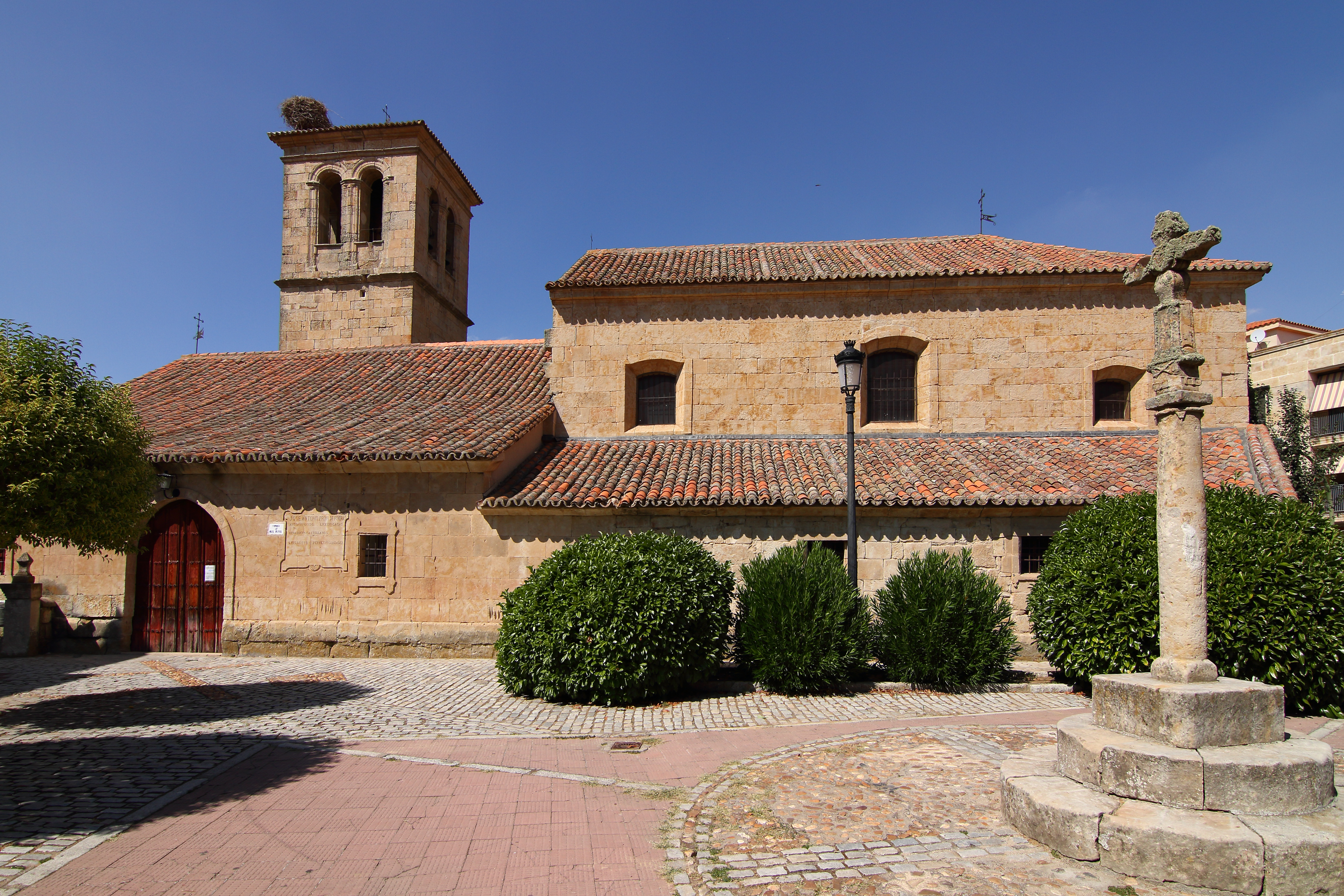
Iglesia San Miguel Arcángel